# Sly Lives! (aka The Burden of Black Genius)
Sly Lives! (aka The Burden of Black Genius) (Eigenschreibweise: SLY LIVES!) ist ein US-amerikanischer Dokumentarfilm von Amir „Questlove“ Thompson aus dem Jahr 2025. Das Werk stellt die erfolgreiche afroamerikanische Funk-Band Sly & the Family Stone in den Mittelpunkt. Die Weltpremiere fand Ende Januar im Rahmen des Sundance Film Festivals 2025 statt.

## Inhalt

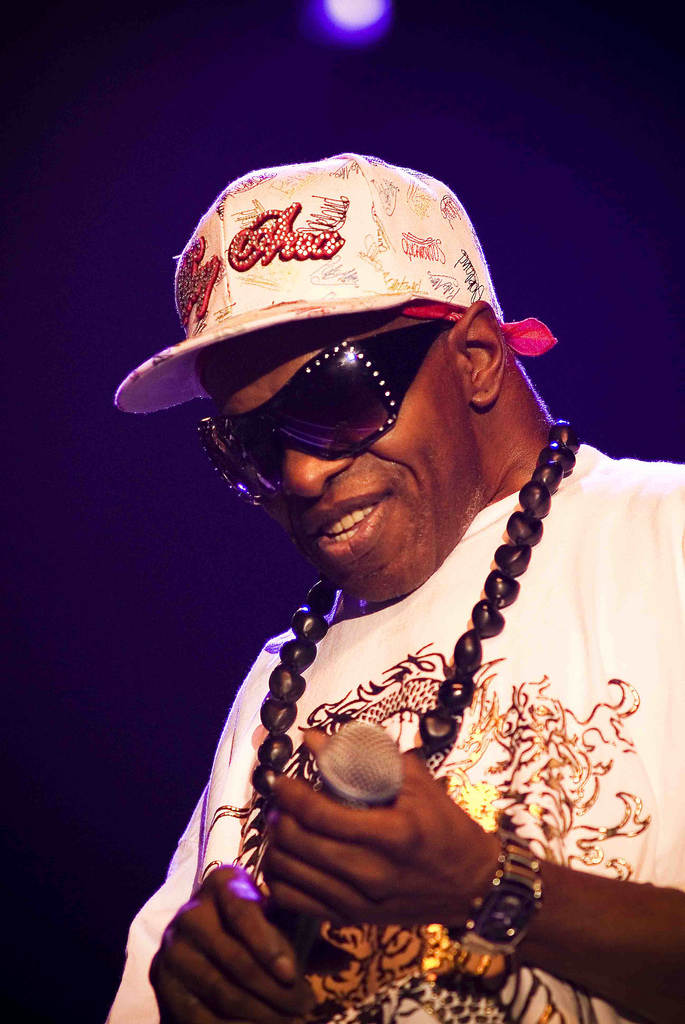
Sly Stone bei einem Auftritt im Jahr 2007

Der Film untersucht den Aufstieg, Erfolg und das Auseinanderbrechen der Band Sly & the Family Stone. Die afroamerikanische Formation aus San Francisco bestand von 1966 bis 1983 teils in wechselnder Besetzung. Angeführt wurde die Band von ihrem charismatischen und geheimnisvollen Frontmann Sly Stone. Stone überschritt musikalische Grenzen wie kein anderer, musste aber dafür auch einen hohen persönlichen Preis zahlen. Unter anderem wird mit Hilfe von Interviews mit Familien- und Bandmitgliedern, Wissenschaftlern und Musikern der Frage nachgegangen, was die titelgebende „Last des schwarzen Genies“ sei. Ebenso wird deren Kreativität geehrt und gefeiert. Neben dem Soundtrack verfügt der Film auch über zahlreiches Archivmaterial.

## Hintergrund
Sly Lives! ist der zweite Dokumentarfilm des US-amerikanischen Filmemachers, Musikers und Autors Amir „Questlove“ Thompson nach dem vielfach preisgekrönten Debüt Summer of Soul (2021). Wie bei seinen vorangegangenen Werk arbeitete er mit Produzent Joseph Patel sowie Editor Joshua L. Pearson zusammen. Questlove hatte im Jahr 2023 bereits Sly Stones gemeinsam mit Ben Greenman verfasste Autobiografie Thank You (Falettinme Be Mice Elf Agin) herausgegeben und ein Vorwort dazu verfasst.

## Veröffentlichung
Sly Lives! wurde am 23. Januar 2025 beim 41. Sundance Film Festival uraufgeführt. Dort wurde das Werk in die Sektion Premieres eingeladen. In ihrem Online-Katalog priesen die Veranstalter den Beitrag als „musikalisch, tiefgründige Erkundung“, „aufschlussreiche Reise“ und „kraftvolle Hommage“, die auf „konventionelle biografische Methoden“ verzichte. Hervorgehoben wurde auch der „unglaubliche Soundtrack“, das „überschwängliche Archivmaterial“ und die „anregenden“ Interviews.

## Soundtrack
- Sly Lives! (aka The Burden of Black Genius) – Original Motion Picture Soundtrack (Epic, 2025)